# Schlingelbaude
Schlingelbaude war die deutsche Bezeichnung zweier nahe beieinander gelegenen Bergbauden in Niederschlesien, im heute polnischen Teil des Riesengebirges. Beide Bauden trugen zeitweise andere Namen, doch unterschied man hauptsächlich zwischen der Alten und Neuen Schlingelbaude. Ab 1945 waren für das neue Gebäude die polnischen Namen Izabella, Schronisko na Starej Polanie und Schronisko Bronisława Czecha gebräuchlich.

## Lage
Der Standort oberhalb der 1000‑Meter‑Marke am Nordrand einer Lichtung auf etwa halber Höhe zwischen dem nordöstlich gelegenen Krummhübel (seit 1945 Karpacz) und dem Gipfel der Schneekoppe ist seit jeher ein wichtiges Etappenziel bei der Besteigung der höchsten Erhebung in den Sudeten.

## Geschichte
Mit dem Aufschwung der Metallverarbeitung im ausgehenden 16. Jahrhundert im südlichen Hirschberger Tal  stieg der Bedarf an Holzkohle für Schmelzöfen und Schmieden. Infolge der nicht auf Nachhaltigkeit angelegten Forstwirtschaft entstand durch die Entwaldung eine der größten unbewaldeten Flächen an den unteren Rändern im Nordteil des Gebirges. Der Berghang unterhalb des Brunnbergs (Studniční hora) mit dem bezeichnenden Namen „Seifenlehne“ gehört zu den wasserreichsten Gebieten der Region und trotz der Steilheit des Geländes begünstigte der Wasserreichtum auf der Lichtung das Entstehen einer großflächigen Sumpfwiese.
Bereits in den dreißiger Jahren des 17. Jahrhunderts ist von einer Baude unterhalb des Großen Teiches, der späteren Schlingelbaude, die Rede. Demzufolge kann mit einiger Sicherheit angenommen werden, dass ihre Gründung, ähnlich wie bei der etwas höher, ebenfalls an der alten Handelsstraße Schlesierweg (Slaska Droga) gelegenen Hampelbaude kurz nach 1600 liegen muss. Sehr wahrscheinlich ist auch, dass sie als Zuflucht vor den Gräueln des Dreißigjährigen Kriegs genutzt wurde. Gesichert ist, dass man hier im Jahre 1652 eine Unterkunft erbaute, die als Schlafplatz für die bis zu 60 Arbeiter diente, die zum Bau der Laurentiuskapelle auf dem Gipfel der Schneekoppe tätig oder zum Hinaufschleppen des Materials beschäftigt waren.
Den Namen Schlingelbaude trug sie schon sehr früh und aus nicht ganz geklärten Gründen. Eine erste urkundliche Erwähnung dieses Namens ist auf das Jahr 1690 datiert. Zwanzig Jahre zuvor berichtet bereits der Theaterautor Christian Gryphius von seiner Wanderung zur Schneekoppe im Jahre 1670, bei der er in einer Baude „da der Wirt Schlingel hieß“ eingekehrt sei.
Von einem Verleger dieses Berichts, Dietrich Krahn aus Hirschberg, erfährt man mehr als ein halbes Jahrhundert später in einer Fußnote, der Wirt habe den Namen nur zum Schimpf getragen und eigentlich Georg Gems geheißen. Auf einer Landkarte aus dem Jahr 1798, entworfen von J. F. M. Niedhart aus Hirschberg ist damit übereinstimmend eine Baude am Gemsberg unterm Mittagsstein als „Gemsbaude“ verzeichnet. Langfristig durchgesetzt hat sich dann aber doch der Spitzname.
Neben dem Handel auf dem Schlesierweg sicherte lange Zeit die Milchviehhaltung auf den ausgedehnten Wiesenflächen ringsumher den Lebensunterhalt ihrer Bewohner. Als die Viehzucht weiter intensiviert wurde, baute man bei der Felsformation Katzenschloss (polnisch Kotków) im nördlichen Teil der Lichtung die Hasenbaude, die hauptsächlich zur Almwirtschaft eingerichtet war.

### Touristische Entwicklung

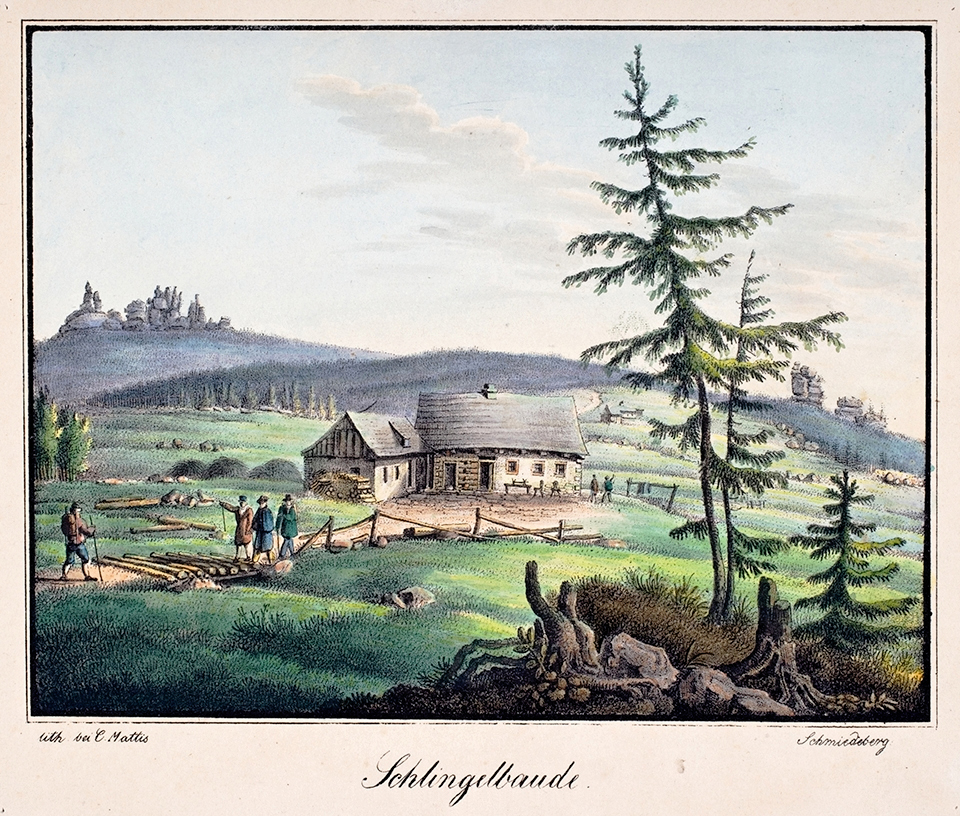
Die Baude mit den Felsgruppen Dreisteine (links) und Katzenschloss (rechts) auf einer kolorierten Lithographie von Carl Theodor Mattis aus den 1830er Jahren

Zweifellos war die Schlingelbaude neben der Hampelbaude schon damals die berühmteste und geschichtsträchtigste Bergbaude auf der Nordseite der Berge. Der aufkommende Fremdenverkehr erhöhte zu Beginn des 19. Jahrhunderts die Bekanntheit und sorgte dafür, dass die Bewirtung der Fremden bald zur wichtigsten Einnahmequelle der Baudenbewohner wurde. Im gleichen Maß, wie der Tourismus zunahm, wurde die Vieh- und Milchwirtschaft zurückgedrängt. Während also der Bestand an Rindern abnahm, stieg die Anzahl der Pferde an. Diese wurden benötigt, um mit dem Pferdegespann Lebensmittel, Heizmaterial und sonstige Güter aus dem Tal hier hinauf und zu den anderen hoch gelegenen Bauden am Kleinen Teich und auf dem Silberkamm sowie zum Koppenplan zu transportieren. Bei den Gästen erfreuten sich zudem Ausflüge mit Fiaker oder Pferdeschlitten großer Beliebtheit.
In den Jahren 1888/1889 wurde mit Unterstützung des Riesengebirgsvereins (RGV) die Prinz-Heinrich-Baude am Rand der Weißen Wiese als erste touristische Bergbaude im Riesengebirge erbaut. Um dieselbe Zeit scheint Heinrich Einert (1863–1929) Eigentümer der Schlingelbaude geworden zu sein.
1891 wurde auf seinem Grundstück eine eisenhaltige Quelle gefunden, die mit den Stahlquellen Bad Flinsbergs vergleichbar, eine medizinische Nutzung und einen Kurbetrieb erhoffen ließen. Die Pläne, mit den Heilquellen in Flinsberg konkurrieren zu können, blieben aber ein Wunsch des ambitionierten Besitzers und wurden schließlich aufgegeben.
Theodor Fontane, der hier in der Gegend viele Urlaube verbracht und unter anderem zwischen 1885 und 1889 seinen Roman „Quitt“ zu Papier gebracht hatte, konnte den Baudenwirt, aus welchen Gründen auch immer, nicht ausstehen und schrieb an seinen Freund, den Schmiedeberger Amtsgerichtsrat Friedlaender:

„Schade, daß die Stahlquelle nicht bei der Annakapelle springt, aber ‚Schlingelbaude‘, das will mir nicht eingehen, abgesehn von dem langen, arroganten Schlaaks, der jetzt da oben sein Wesen treibt.“

In einem anderen Brief, an denselben Adressaten, in dem er von einer geplanten Wanderung berichtet, klagt er: 

„Schade, dass man immer an der entsetzlichen Schlingelbaude vorüber muß.“

Im Jahr 1894 ließ Einert gegenüber der Schlingelbaude, kaum einen Steinwurf entfernt, ein neues Gästehaus hochziehen und nannte es „Baude am Haideschloß“. Der Name sollte an die Burg des Berggeistes Rübezahl erinnern, die der Legende nach in der Gegend um die Rübezahlkanzel steht. Doch auch dieser Name konnte sich nicht durchsetzen. Das zweistöckige Gebäude im Schweizer Baustil entstand nach Entwürfen von Alfred Dehmel aus Hirschberg und wurde als eines der schönsten seiner Art im Riesengebirge angesehen und verfügte über 15 Fremdenzimmer auf sehr hohem Standard.
In das Jahr 1898 fällt der Bau des vom Riesengebirgsverein in Auftrag gegebenen Wegs von der Schlingelbaude über die Felsgruppe Dreisteine bis zur Einmündung in den Kammweg beim Mittagsstein. Aus den Lebenserinnerungen des langjährigen RGV-Vorsitzenden Hugo Seydel aus Hirschberg wird erfahrbar, dass der Weg „durch sehr sumpfiges und mooriges Gelände führt“ und Kosten von 1068 Mark und 65 Pfennigen verursachte. Einert war an der Investition nicht beteiligt, wird sie aber begrüßt haben.

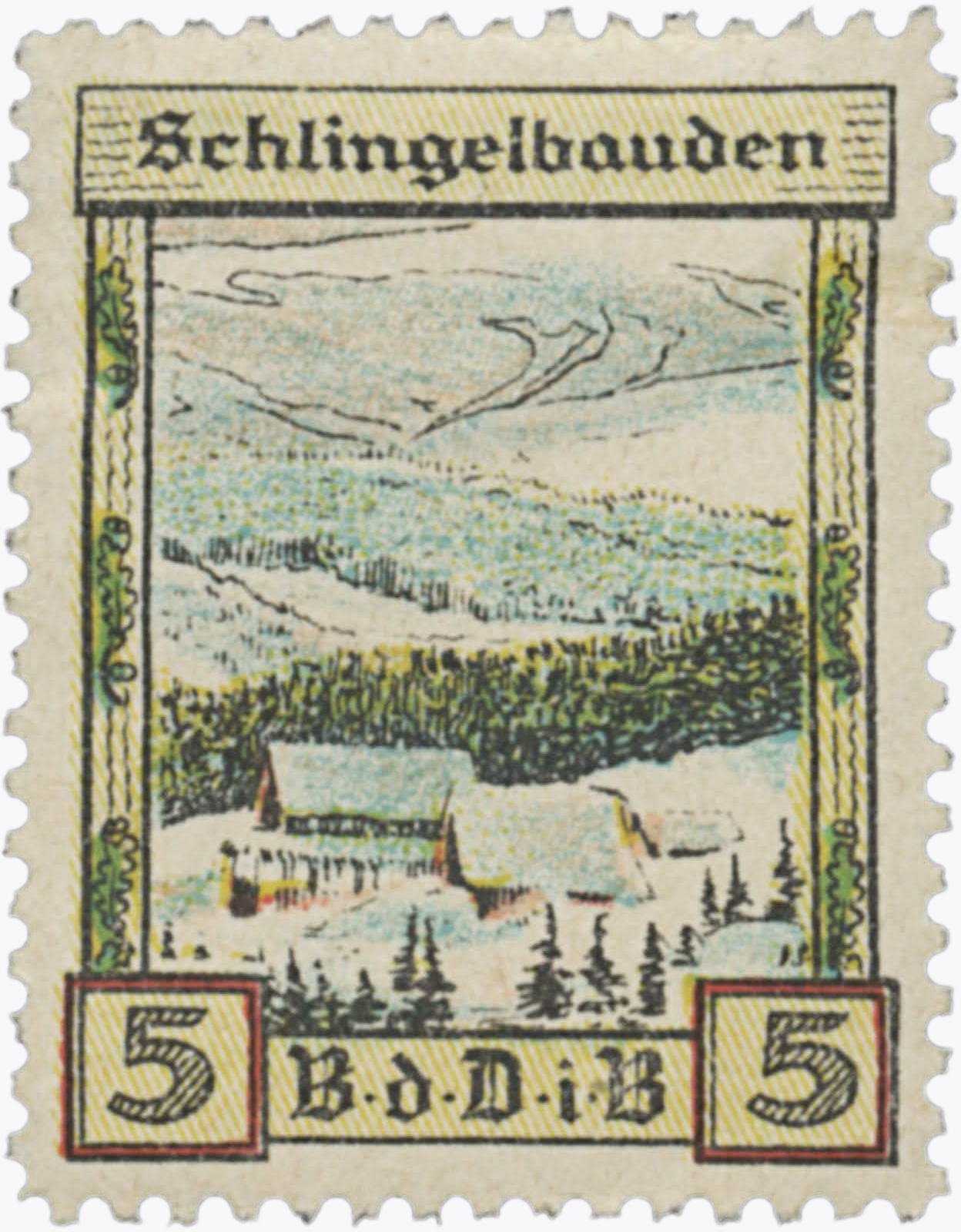
Reklamemarke für die Schlingelbauden des B.d.D.i.B (Bund der Deutschen in Böhmen)

1908 verkaufte Einert seinen Besitz an den Reichsgrafen Schaffgotsch aus Teplitz (Teplice). So wurde das Anwesen fortan ein Teil der Bergenklave Gebirgsbauden (Budziska), die am 15. November 1735 gegründet worden war. Als Pächter der Schlingelbaude wurde der Gastwirt Heinrich Scholz aus Baberhäuser (nach 1945 polnisch Borowice) gefunden.
Damit war auch die Zeit der Viehhaltung auf der Schlingelbaude endgültig vorbei und die Viehwirtschaft ausschließlich in die Hasenbaude verlagert. Der Tourismus mit seinen wirtschaftlichen Auswirkungen veränderte das Leben der hiesigen Bevölkerung in nahezu allen Bereichen. Vieles musste an die Wünsche und Bedürfnisse der ständig wachsenden Zahl von Sommer- und Wintergästen angepasst werden. Wo einst ein paar in Sprungweite ausgelegte Steine die Richtung über die morastigen Wiesen markiert und dabei den einfachen Ansprüchen der Einheimischen durchaus genügt hatten, waren nun gut befestigte Wege notwendig, um den Fremden möglichst trockenen Fußes die Schönheiten der Natur nahebringen zu können. Der Riesengebirgsverein hat sich in dieser Hinsicht auch in ähnlich gelagerten Fällen auf besondere Weise um die touristische Erschließung des Gebirges verdient gemacht.
Auf Initiative des RGVs wurde zwischen den Junimonaten der Jahre 1903 und 1904 ein weiterer Weg angelegt, der an der Schlingelbaude vorbeiführte. Der nach dem Riesengebirgsforscher Joseph Carl Eduard Hoser benannte „Hoserweg“ kostete im Ganzen 2775,71 Mark, verband Brückenberg mit der Prinz-Heinrich-Baude und wurde um Winter als Rodelbahn genutzt.
1911 wurde der Fahrweg von Brückenberg über die Schlingel- und Hampelbaude zum Koppenplan ausgebaut. Damit konnte der gesamte Bedarf der Preußischen Baude auf der Schneekoppe von Pferdewagen zum neu errichteten Depot auf dem Koppenplan gebracht werden, was die sogenannten Koppenträger außerordentlich entlastete. Freilich blieb noch genügend Arbeit für die Träger, denn der steile Aufstieg zum Gipfel konnte auch von den Pferden nicht bewältigt werden.
Der Dichter Alfred Henschke, besser bekannt unter seinem Künstlernamen Klabund, der versuchte 1912 in Bad Brückenberg, der höchstgelegenen Sommerfrische Preußens seine Tuberkulose auszukurieren, besuchte auch die Schlingelbaude.

In einem Brief nach Hause berichtete er: „Ich atme tief, esse Eier, trinke Milch, friere und weide mich an den violetten Seidenstrümpfen und Lackschuhen der Ansichtskartendame auf der Schlingelbaude, die aber keine weiteren Reize aufzuweisen hat. Alle Frauen sehen hier entsetzlich aus…“
In der Folgezeit wurde die nun „Neue Schlingelbaude“ mehrmals umgebaut, sodass sie z. B. durch den Anbau von Balkonen und einer Veranda ihren ursprünglich alpinen Charakter verlor. Als sich 1924 die Schlingelbaude endgültig zu einem Berghotel gewandelt hatte, besaß sie eine Kapazität von 50 Betten und ein ausgezeichnetes Restaurant.

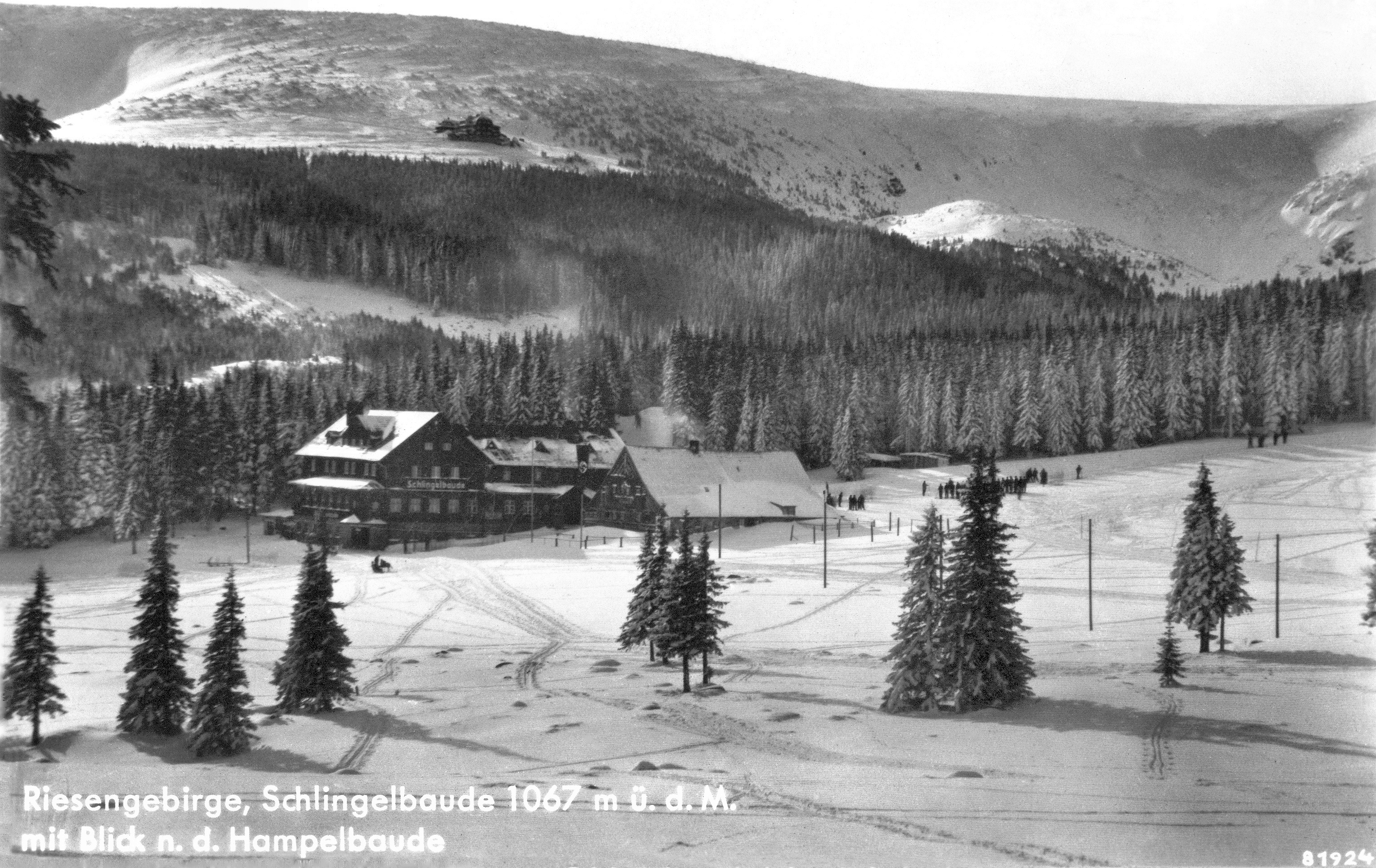
Die Schlingelbauden um 1940

Über die unheilvollen Jahre während des Nationalsozialismus und besonders nach Annexion des Sudetenlandes liegen wenige Zeugnisse vor. Auf der Aufnahme rechts ist vor der alten Schlingelbaude eine deutsche Reichs- und Nationalflagge mit Hakenkreuz gehisst. In der rechten Bildhälfte kann eine Personengruppe in militärisch anmutender Aufstellung bemerkt werden.

### Nach 1945
Nach dem Zweiten Weltkrieg wurde das Hotel zunächst von den polnischen Behörden übernommen, die den Namen auf „Izabella“ änderten und hier eine Ferienunterkunft für ehemalige Häftlinge der Konzentrationslager einrichteten. Die Sumpfwiese trägt seither den Namen „Stara Polana“ oder nur kurz „Polana“ (übersetzt Alte Lichtung) 1946 wurde die Hasenbaude verwüstet und verlassen. Nach wie vor existiert dort aber eine klimatologische Wetterstation, die in den 1930er Jahren eingerichtet wurde.
Ab Juni 1946 gehörte die Schlingelbaude zum YMCA Polska (zu deutsch CVJM = Christlicher Verein Junger Menschen) und trug zunächst den Namen Schronisko na Starej Polanie, übersetzt Herberge an der alten Lichtung. Nach dem Verbot dieser Gruppe durch die kommunistischen Machthaber kam sie unter die Leitung der Polnischen Gesellschaft für Tourismus und Heimatkunde (PTTK).
Im Jahre 1951 wurde die Baude im Gedenken an Bronisław „Bronek“ Czech umbenannt. Der berühmte polnische Skispringer und Skiläufer, der dreimal an den Olympischen Winterspielen teilnahm, war als Mitglied der Polnischen Heimatarmee inhaftiert und im Konzentrationslager Auschwitz im Juni 1944 im Alter von 35 Jahren umgebracht worden.
Die alte Schlingelbaude wurde nicht mehr genutzt und ihrem Schicksal überlassen, bis sie zunehmend verfiel und 1954 abgerissen wurde. Die neue Baude – Schronisko im. Bronka Czecha brannte am 11. Dezember 1966 bei einem Feuer bis auf die Grundmauern nieder, weil die Löschaktion durch den tiefen Schnee auf den umliegenden Straßen behindert wurde. In den frühen 1980er Jahren wurde die Ruine abgetragen, doch die Wiederaufbaupläne aus dieser Zeit wurden nie umgesetzt. Seither erinnern nur ein Rastplatz und die Reste der Fundamente an diesen Ort.

## Touristische Erschließung
Der Platz, an dem die beiden Herbergen standen, liegt an einer Kreuzung mehrerer gut beschilderter Wanderwege.

▬ – Grün gekennzeichnet führt der Wanderweg mit Namen „Droga Bronisława Czecha“ (ehemals Hoserweg) aus Karpacz Górny (Brückenberg) kommend am Wasserfall Dziki Wodospad (deutsch Lomnitzfall, übersetzt Wilder Wasserfall) vorbei durchs Tal des Gebirgsbachs Pląsawa (Brückenwasser) zu der Wegkreuzung und von hier weiter auf den Hauptkamm des Gebirges.

▬ – Gelb markiert geht es über Bohlen zu den Felsformationen Pielgrzymy (Dreisteine) und Słonecznik (Mittagsstein); in der Gegenrichtung zur Hochfläche Rówienka (Rübezahls Kegelbahn) über den Wasserfall Jodłówka (Tannwasserfall) nach Borowice (Baberhäuser).

▬ – Blau ist das Wegzeichen, das von der Stabkirche Kościół Wang in Karpacz Górny über die Weggabelung an der Polana zum Kar Kocioł Małego Stawu (Kleine Schneegrube) führt.

## Anmerkung
1. ↑  Seifen werden im Riesengebirge alle kleinen Bäche genannt, die ehemals Goldsand mit sich geführt haben sollen.